# Tai Wu
Tai Wu (chiń. 太戊) znany też jako Da Wu , imię własne Zi Mi (子密) – władca Chin z dynastii Shang.
Starożytna chińska kronika Zapiski historyka autorstwa Sima Qian informuje, że zasiadł na tron po śmierci swojego brata Yong Ji (太庚). Jego stolicą było miasto Bo. Rządził przez 75 lat, otrzymał pośmiertnie imię Tai Wu, a jego następcą został jego syn Zhong Ding.
Tradycja głosi, że podczas swoich rządów powołał do służby Yishe (伊陟) i Chenhu (臣扈) jako głównych doradców (ministrów). Zapewne dzięki ich radom udało mu się przywrócić potęgę dynastii Shang, która nieco osłabła za rządów poprzedników i zmusić do posłuszeństwa niepokornych wasali. 